# Bărbier

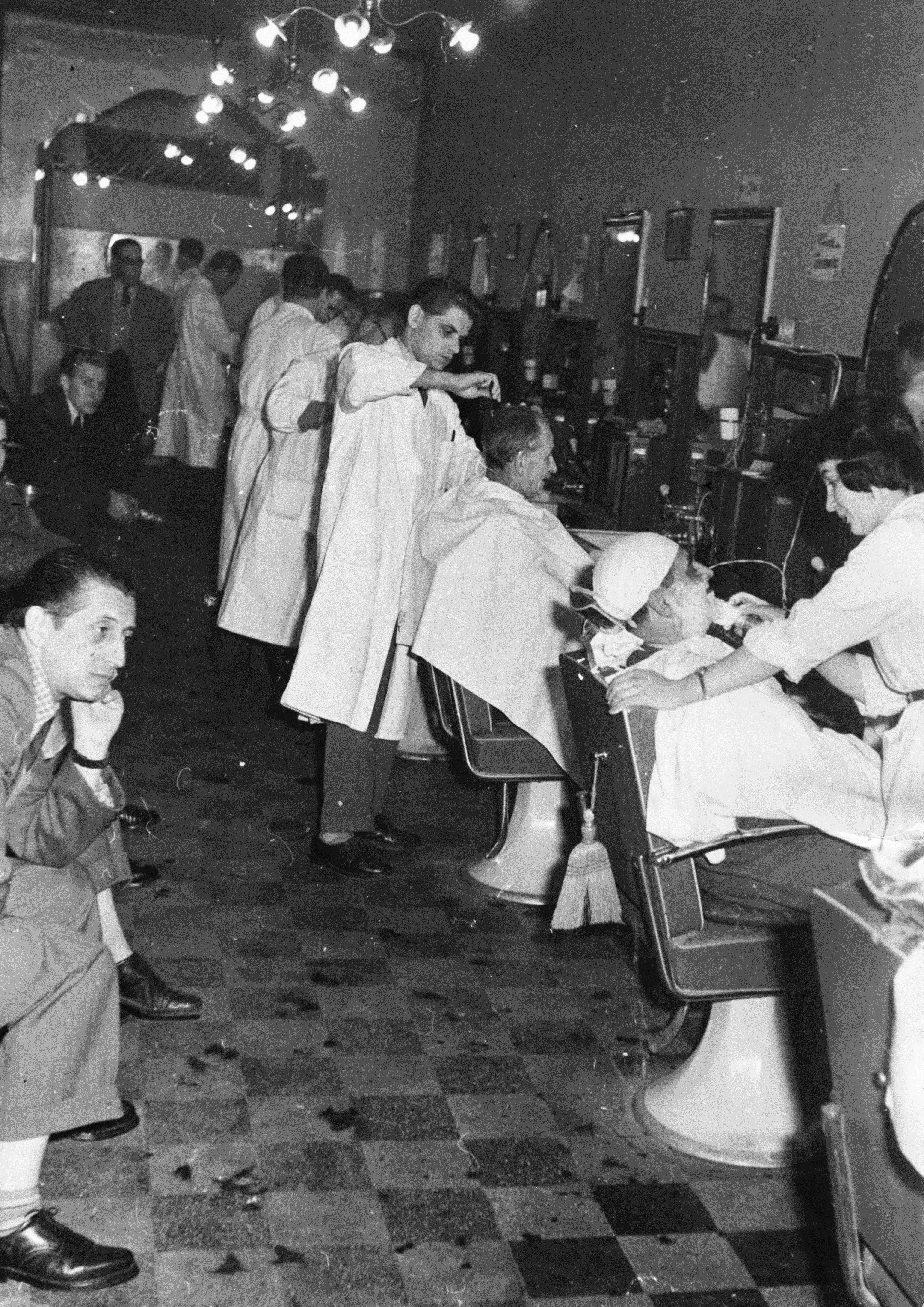
Salon de frizerie-coafură în Ungaria în anii 1960

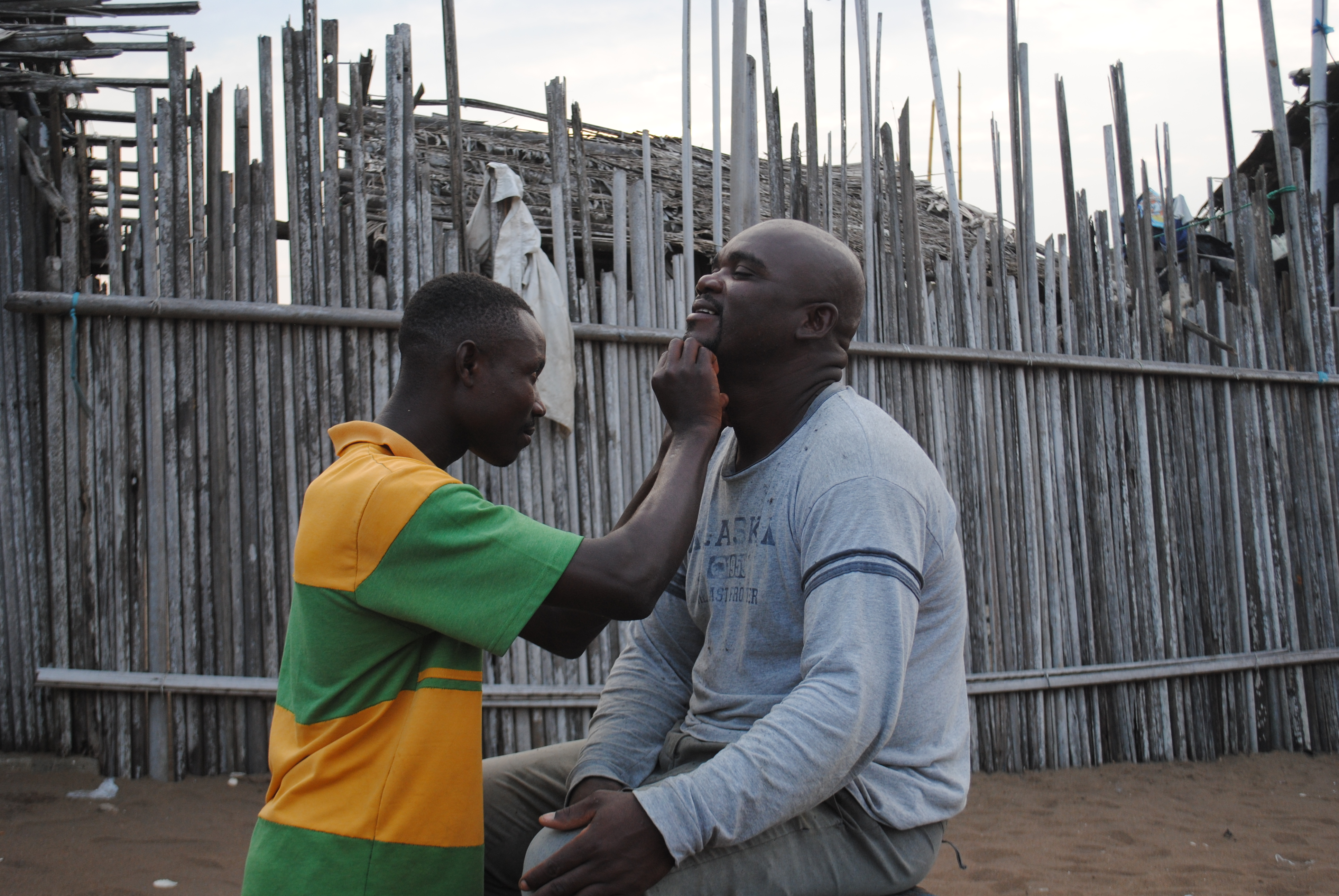
Un bărbier exersându-și meseria pe o plajă din Abidjan

Un bărbier este o persoană a cărei meserie constă în întreținerea părului capilar și/sau a pilozității faciale (barbă, mustață, favoriți etc.) a bărbaților. Meseria lui este asemănătoare cu cea a unui coafor, mai specializată. El trebuie să știe să radă atât în direcția de creștere a părului, cât și în direcția opusă de creștere a părului. Bărbierul este un statut care a dispărut în 1989, ca și titlul de maestru bărbier.

## Istoric
Sub Vechiul Regim Francez, termenul de „bărbier” desemna diferite ocupații foarte asemănătoare între ele: 
- bărbierul și frizerul-peruchierul au fost predecesorii coaforilor de azi. Expresia este încă folosită în Quebec pentru a desemna un coafor pentru bărbați;
- bărbierul chirurg efectua activități chirurgicale minore și putea face tratamente de piele, cum ar fi sângerarea terapeutică, punerea de ventuze sau pansarea. Abia în 1691 un edict regal francez i-a separat pe chirurgi de bărbieri, numiți apoi ca Bărbierul cu robă lungă și Bărbierul cu robă scurtă. Frizerul peruchier a apărut mult mai târziu.
- Meseria de bărbier a existat încă din Egiptul Antic.

## Descrierea profesiei
În unele țări, saloanele bărbierilor sunt vizibile pe stradă datorită semnelor distinctive ale bărbierilor și folosirii culorilor albastru-alb-roșu. Bărbierul își așază, de obicei, clienții pe un scaun de frizerie și se ocupă cu raderea părului facial al bărbaților care nu poartă barbă, dar întreține, de asemenea, părul, barba, mustățile sau favoriții pentru cei care le poartă, curăță urechile, epilează sprâncenele și părul din nas. El folosește un aparat de ras (care poate fi mecanic sau, în perioada recentă, electric) și un lubrifiant, de exemplu, spumă de ras. În secolul al XIX-lea bărbierul obișnuia să-i propună clientului să-și introducă în gură degetul mare sau o lingură: acest ultim obiect introdus în gură de client îi umfla obrazul și, astfel, facilita bărbieritul.

## Reprezentări în artă
În teatrul francez, un frizer celebru este Figaro, creat de Beaumarchais în Bărbierul din Sevilla în 1775 și preluat apoi în Nunta lui Figaro și Mama vinovată. Aceste piese au avut parte de mai multe adaptări în opere, în filme și în filme de televiziune.
În Anglia, personajul Sweeney Todd, bărbierul criminal care tăia gâtul victimelor și care ar fi putut fi inspirat de un criminal real, apare în literatura secolului al XIX-lea și este subiectul a numeroase piese de teatru, musicaluri, filme și filme de televiziune.

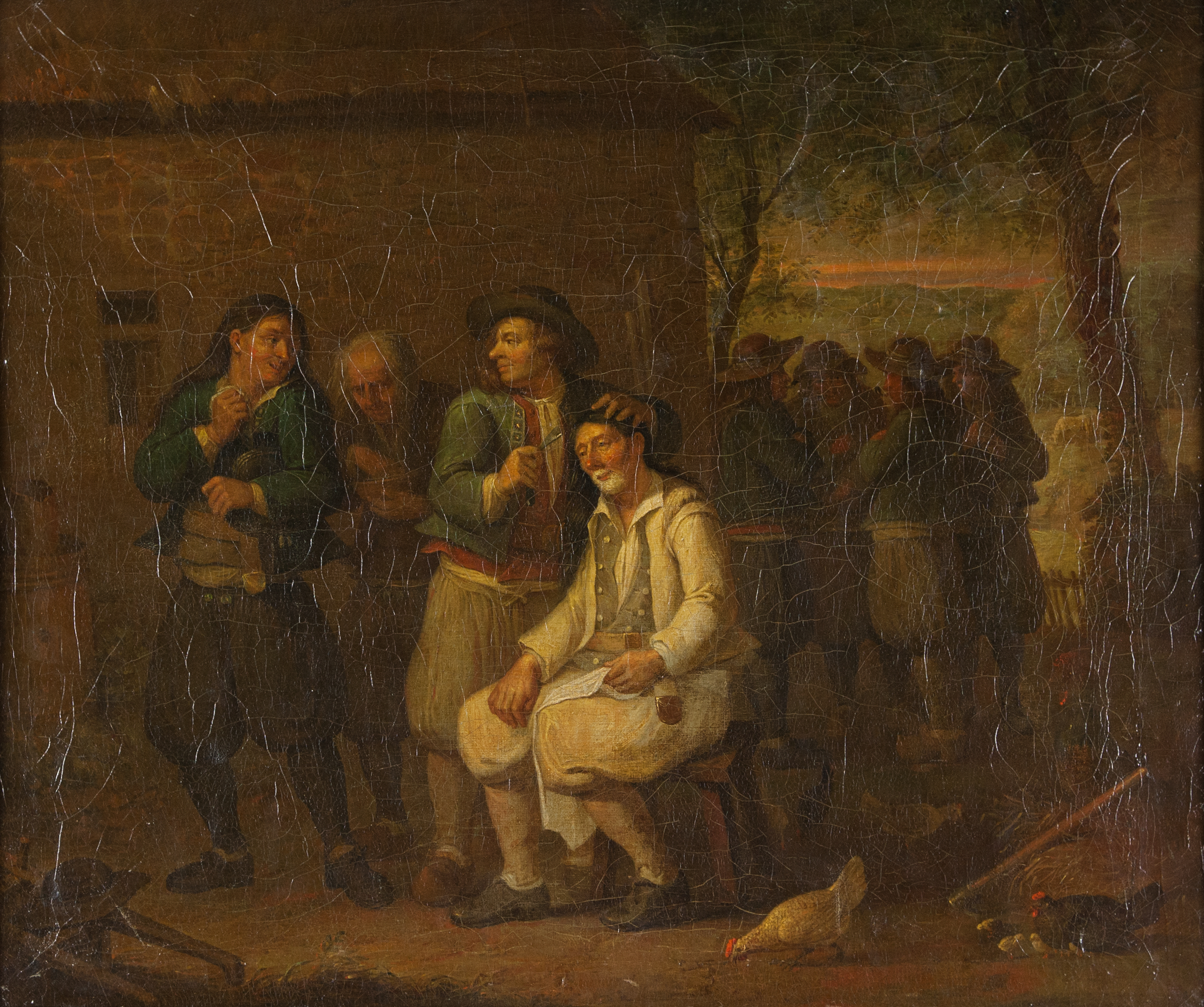
Olivier Perrin: Bărbierul satului (Muzeul de artă și istorie, Saint-Brieuc)
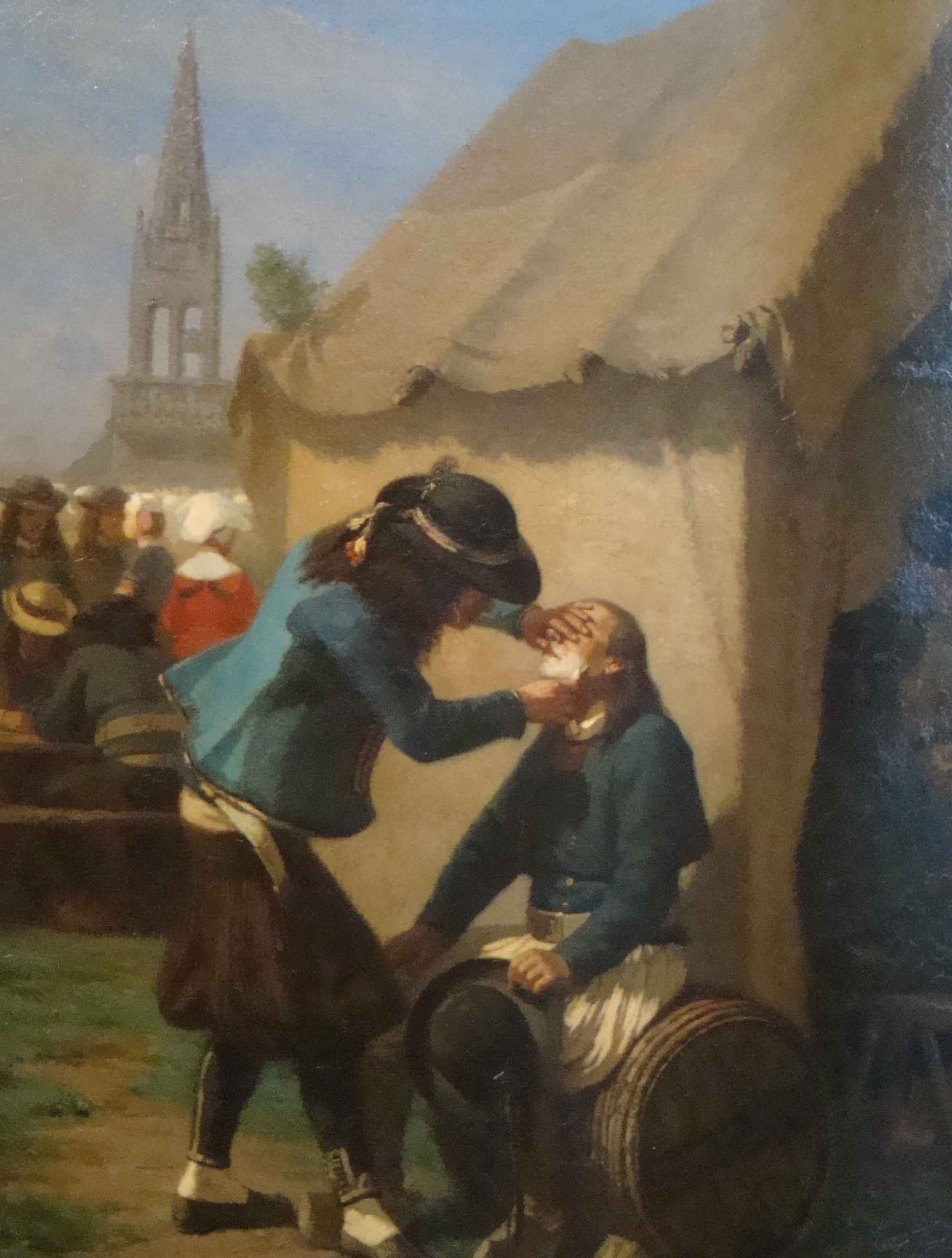
Bărbierul breton (1868, detaliu)